# Einar Asp
Per Einar Asp, född 27 augusti 1906 i Segersta församling, Gävleborgs län, död 13 mars 1984 i Djursholm, Danderyds församling, Stockholms län, var en svensk åkeriägare och socialdemokratisk politiker. Han är far till Anna Asp.
Asp var innehavare av lastbilsåkeri från 1937. Han var ledamot av Sveriges riksdags andra kammare från 1953, invald i Gävleborgs läns valkrets. Han var ledamot av 1953 års trafikutredning, vice ordförande i styrelsen för Svenska lastbilsägareförbundet och i Kilafors Industri AB. Han var även ledamot av Gävleborgs läns landsting (från 1947) och dess förvaltningsutskott, ordförande i kommunalnämnden i Hanebo landskommun och ledamot av kommunalfullmäktige.